# Clarence Newton
Clarence Chris Newton (født 3. februar 1899 - 23. oktober 1979) var en canadisk bokser som deltog i de olympiske lege 1920 i Antwerpen. 
Newton vandt en bronzemedalje i boksning under OL 1920 i Antwerpen. Han kom på en tredjepladsen i vægtklassen letvægt, i semifinalen tabte han til danske Gotfred Johansen som senere tabte i finalen til Samuel Mosberg fra USA. Der var 16 boksere fra ti lande som stillede op i disciplinen der blev afholdt fra den 21. til 24. august 1920. 